# Parastenocaris admete
Parastenocaris admete is een eenoogkreeftjessoort uit de familie van de Parastenocarididae. De wetenschappelijke naam van de soort is voor het eerst geldig gepubliceerd in 1981 door Cottarelli, Fasano, Mura & Saporito.